# NGC 934
NGC 934 је елиптична галаксија у сазвежђу Кит која се налази на NGC листи објеката дубоког неба.
Деклинација објекта је - 0° 14' 39" а ректасцензија 2h 27m 32,9s. Привидна величина (магнитуда) објекта NGC 934 износи 13,1 а фотографска магнитуда 14,1. NGC 934 је још познат и под ознакама UGC 1926, MCG 0-7-16, CGCG 388-17, NPM1G -00.0092, PGC 9352.